# Cédrus

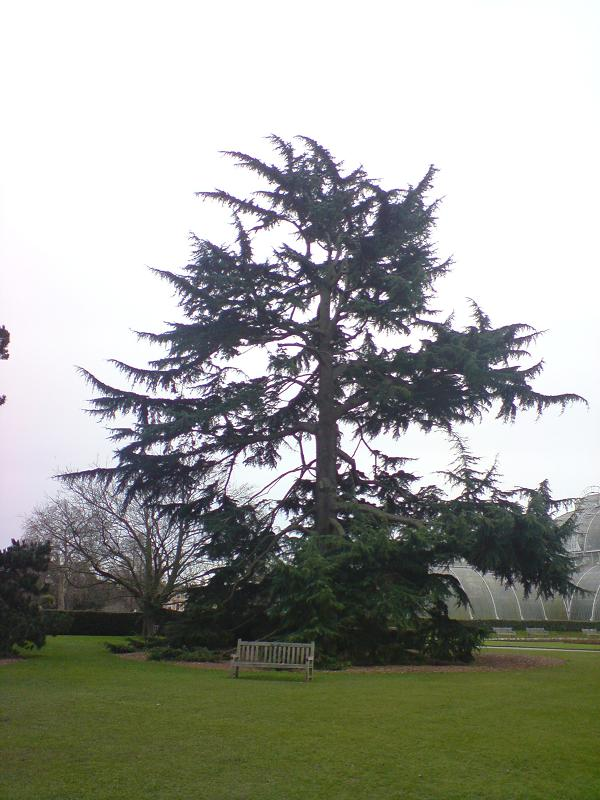
Cédrus a Királyi Botanikus Kertekben.

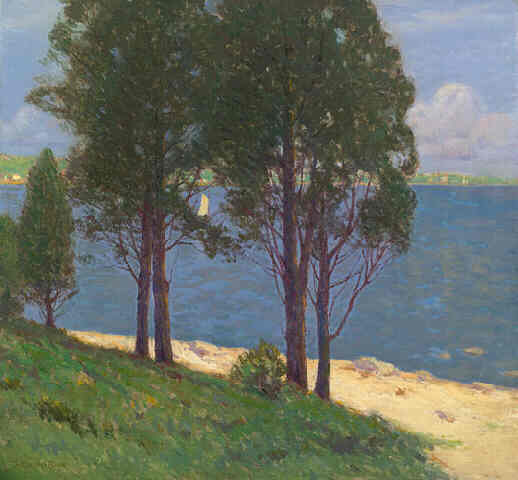
Charles Warren Eaton: Öreg cédrusok – Connecticut tó

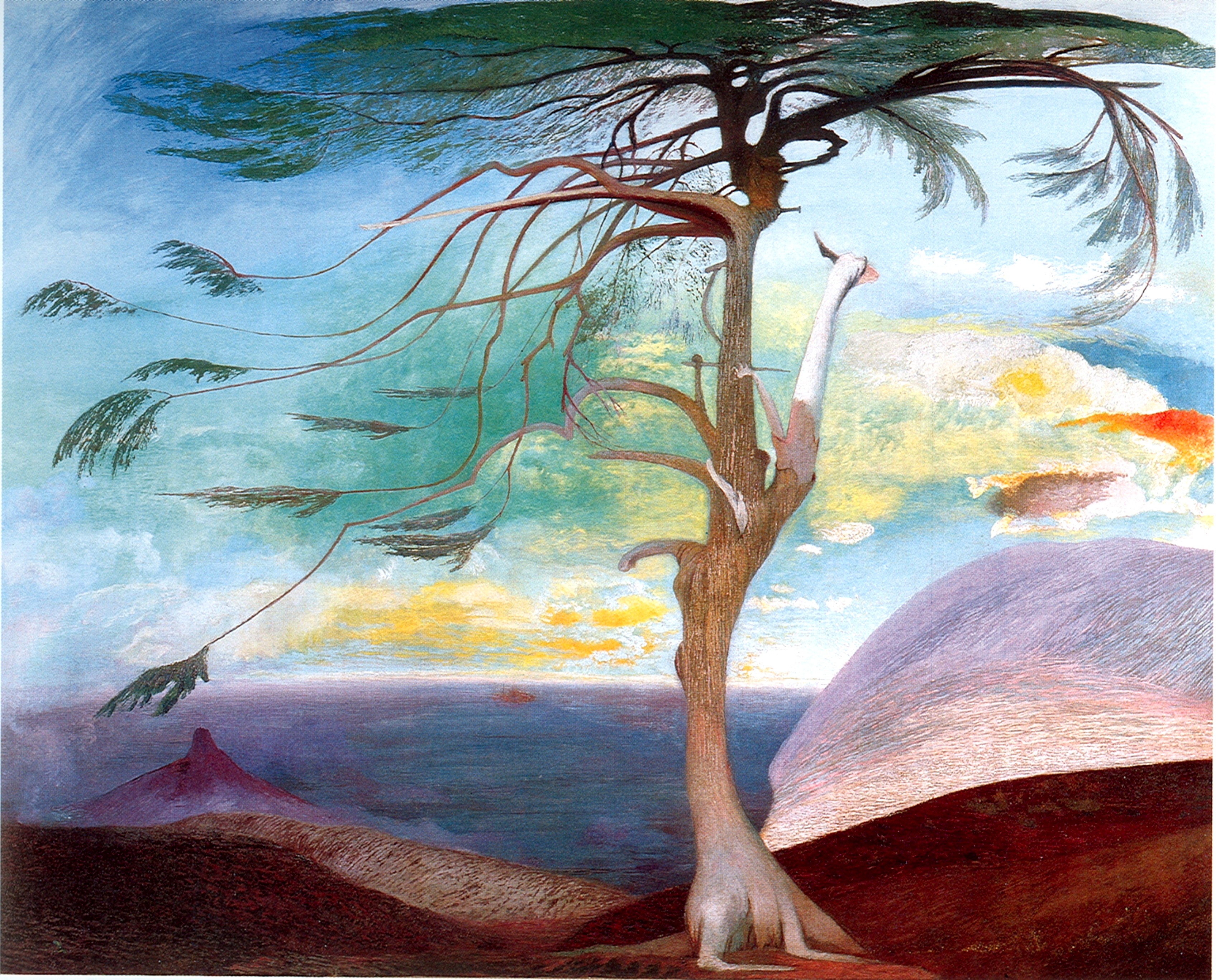
Csontváry Kosztka Tivadar: Magányos cédrus (Pécs), Csontváry Múzeum)

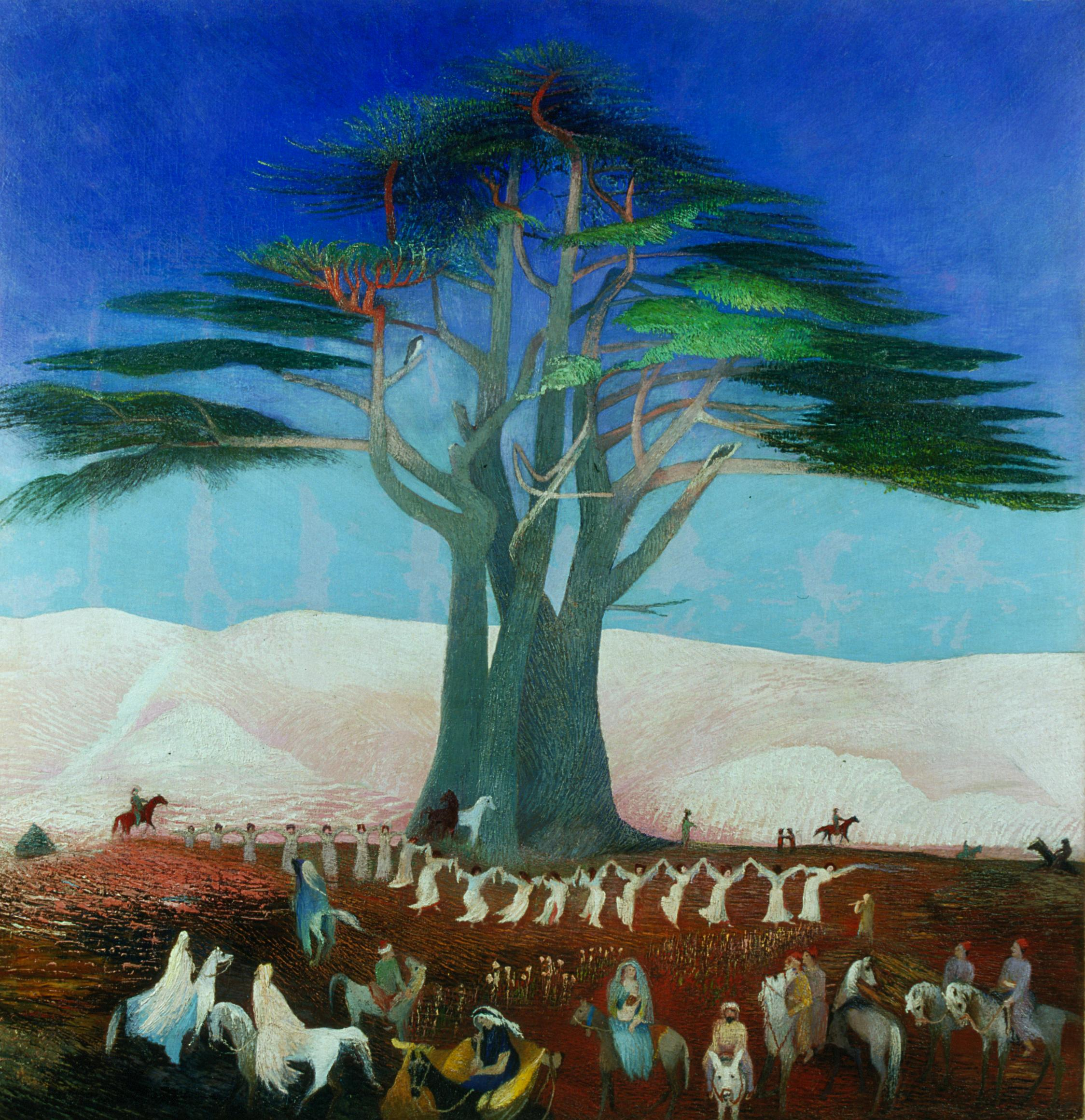
Csontváry Kosztka Tivadar: Zarándoklás a cédrusokhoz Libanonban (1907) – 198×192 cm – Magyar Nemzeti Galéria

A cédrus (Cedrus) a tűlevelűek (Pinopsida) osztályában a fenyőalakúak (Pinales) rendjébe, a fenyőfélék (Pinaceae) családjába és a vörösfenyőformák (Laricoideae) alcsaládjába tartozó növénynemzetség mindössze két (más szerzők szerint négy, megint mások szerint mindössze egy) fajjal.
A cédrus szó olyan fák, faanyagok hétköznapi vagy kereskedelmi nevében is szerepel, amelyek rendszertanilag nem tartoznak ide, pl. a vörös cédrus vagy a spanyol cédrus.

## Elterjedése
A többi fenyőhöz hasonlóan az északi flórabirodalomban honos. A zárvatermő növények térhódítása előtt kiterjedt erdőségeket alkotott szerte Eurázsiában; elterjedési területe azóta két, elszigetelt termőhelyre zsugorodott: a himalájai cédrus (mint neve is mutatja) a Himalájában, a libanoni cédrus pedig a Mediterráneumban él – a három alfaj egymástól is elszigetelt termőhelyeken, úgy, hogy állományait erősen összezsugorította a fakitermelés. Épp ezért egyesek szerint ezek valójában egyetlen faj földrajzilag elkülönült populációi, míg mások termőhelyek szerint külön-külön fajokat különböztetnek meg.
Magyarországon kisebb állományai megtalálhatók Budafán, Badacsonyörsön. Gyöngyösön a városközponthoz közel, az Orczy-kastély (jelenleg Mátra Múzeum) parkjában több mint százéves cédrusok láthatók.

## Megjelenése
Koronája fiatal korában kúpos vagy ernyő alakú, az idősebb fáké szabálytalan – főleg a magányos példányoké nőhet hatalmasra. Ágai többé-kevésbé vízszintesen nőnek; az idősebb példányok ágai messze szétterülnek, a végük lehajlik.
Fajtól függően 0,5–5 cm hosszú tűlevelei a vörösfenyőkéhez hasonlóan a hosszúhajtásokon szórtan, a törpehajtásokon pedig 20–40 leveles csomókban állnak, de színük a vörösfenyőkénél sötétebb; maguk a levelek merevebbek, a fa pedig örökzöld.
A fenyők nagy többségétől eltérően porzós virágzata is toboz: az ovális vagy kúp alakú porzós tobozok felállóak. Az alig centiméteres termős virágok a törpehajtások csúcsain fejlődnek ki. Az elfásodott virágzat 2–3 év alatt érik be, eközben a megnyúlt ovális alakú, lekerekített alapú toboz 5–10 cm-esre nő. A beérett toboz felnyílik, pikkelyekre esik szét, és kihullanak belőle a szárnyas magok.

## Életmódja
Rendkívül hosszú életciklusú növény, amely nem ritkán 2-3000 évig is elél, és ötvenéves kora előtt ritkán fordul termőre. Fiatalon kissé fagyérzékeny. Magyarországon csak kellő elővigyázattal nevelhető, mert a téli pangó vizet rosszul viseli. A fenti okokból erősen agyagos, kötött talajba és fagyzugos kertekbe nem ültethető. Az idős fák mélyre hatoló gyökereit a pangó víz már nem károsítja.
A hűvös, hegyvidéki éghajlatot kedveli. Rendszerint 1300 és 3000 m tengerszint feletti magasság között, sziklás, meszes talajon él, ahol kemény a tél és száraz a nyár. Szinte bármilyen talajon megmarad: az atlasz- és a libanoni cédrus épp oly jól érzi magát a mészkövön kialakuló lúgos, mint a bazalton, homokkövön vagy palán fejlődő savanyú talajon. A fanövedék mindazonáltal erősen függ a talaj minőségétől és mélységétől, valamint az éghajlati tényezőktől (különösen a csapadék mennyiségétől) – védett helyen, kellő öntözéssel több kertészeti változat is meglepően gyorsan gyarapodik.

## Felhasználása
Értékes szúmentes fáját bútornak, hajók építésére stb. már az ókorban keresték. Illatos és tartós fájából készítették az egyiptomi múmiák koporsóit is. Az Ószövetség (1Kir5,6) szerint libanoni ciprusfából épült Salamon király temploma is. A középkori keresztény felfogás szerint Jézus keresztjét is részben ciprusfából ácsolták.
Jellegzetes díszfa; a ciprusi kivételével minden alfajának számos kertészeti változatát termesztik.
Lassú növekedése miatt bonsainak is kiváló.

## Cédrus a kultúrában
Hosszú életüknek, impozáns megjelenésüknek és kiváló minőségű fájuknak köszönhetően valamennyi termőhelyükön beépültek az ott élő népek mitológiájába (amint ezt az egyes fajoknál ismertetjük). A Gilgames-eposzban a Cédrus-hegy egy mesebelien szép kert.